# Leptothorax cagnianti
Leptothorax cagnianti är en myrart som beskrevs av Jose Alberto Tinaut 1983. Leptothorax cagnianti ingår i släktet smalmyror, och familjen myror. Inga underarter finns listade i Catalogue of Life.